# Salvino Salvini
Salvino Salvini (Livorno, 26 de marzo de 1824 – Arezzo, 1899) fue un escultor y artista italiano. No debe confundirse con Salvino Salvini (1668 en Florencia, 1668 – Florencia, 1751), escritor, erudito y bibliófilo.

## Biografía
Nacido en Livorno, Salvini estudió en la Academia de Bellas Artes de Florencia bajo las enseñanzas de Luigi Bartolini; más tarde se trasladó a Roma, donde continuó sus estudios en la Academia Florentina, bajo la dirección de Pietro Tenerani. Su trabajo de graduación fue una estatua de Arquímedes. En 1852, esculpe una estatua de Ehma, la desolada esposa, hija de Sion. Es la estatua de una mujer que anhela el regreso a su patria y habría tenido connotaciones patrióticas para los italianos en un momento histórico de formación de la unidad nacional.
En 1862, fue nombrado profesor en la Real Academia de Bolonia, y esculpe en el Camposanto de Pisa una estatua de Nicola Pisano, y gana un concurso para el diseño de la estatua ecuestre de Vittorio Emanuele en la plaza de la Independencia de Florencia. Expuso en 1877 en la Exposición Nacional de Bellas Artes de Nápoles una estatua de mármol de un Joven Giotto y otro busto de mármol de Gioachino Rossini; estas obras fueron expuestas también en Florencia, Roma, Bolonia y Turín, donde, en 1884, se exhibió un busto en estuco que representaba al Padre Cristoforo, también exhibida en Roma en 1883. Esculpió la estatua del Cardenal Valeriani bendiciendo las fundaciones de Santa Reparata, que se encuentra en la fachada de la Catedral de Florencia. También hizo un monumento a Guido de Arezzo.
El crítico contemporáneo Tullo Massarani, en su obra L'arte a Paris, elogió la estatua del joven Giotto de Salvini como una imagen del genio italiano. El poeta Giuseppe Regaldi escribió un poema en alabanza.